# Харардере
Харардер (сом. Xarardheere) — історичне місто в Сомалі, розташоване в провінції Мудуг автономної області Галмудуг. Є столицею Харардхерського района.

## Історія
Протягом більшої частини своєї історії місто було під владою султанатів Сомалі, таких як імамат Аджуран та імамат Хирааб, яке управляло містом з XIII століття. Після здобуття Сомалі незалежності місто розвивалося і породило багатьох відомих політиків, військових і чиновників.
З 2012 року місто контролюється пов'язаною з Аль-Каїдою терористичною групою Аш-Шабаб. У 2018 році американський авіаудар убив 60 бійців Аш-Шабааб у тренувальному таборі, який розташовувався у сільській місцевості за межами міста.

## Демографія
Станом на 2005 населення міста становило 65543 чоловік. Як і більшість Галмудуга, він населений переважно сомалійцями з підклану Хирааб, клана Хавье.

## Відомі жителі
- Шермарк, Абдірашід Алі, другий президент Сомалі
- Дауд Абдулле Хірсі[en], перший командуючий збройними силами Сомалі
- Мохамед Абшир Мусе[en], перший командувач поліціею Сомалі
- Ахмед Мохамед Джимале[en], колишній начальник штабу Національної Армії Сомалі